# Plexippus malayensis
Plexippus malayensis är en spindelart som beskrevs av Simon 1864. Plexippus malayensis ingår i släktet Plexippus och familjen hoppspindlar. Inga underarter finns listade i Catalogue of Life.